# 북주 정제
주 정황제 우문 천(周 靜皇帝 宇文 闡, 573년 8월 1일(음력 6월 18일) ~ 581년 7월 9일(음력 5월 23일))은 중국 남북조 시대 북주의 제5대 황제(재위 : 579년 ~ 581년)이다. 본명은 우문연(宇文衍)이다. 선제의 장남이다.

## 생애
573년 2월, 장안(長安)의 동궁에서 태어났다. 579년 1월, 노왕(魯王)으로 봉해졌다. 그 다음에 황태자가 되었다. 2월, 고작 7세에 아버지 선제에게서 양위받았다. 선제가 천원황제(天元皇帝)를 칭했기 때문에, 정제는 정양궁(正陽宮)을 칭했다. 어렸기 때문에, 양황후의 아버지인 승상 · 수국공 양견(楊堅)이 보필했다. 즉위후 이름을 천(闡)으로 바꿨다.
선제 시대에 이미 약해지고 있던 북주이지만, 정제의 시대에는 신주자사 이혜(申州刺史 李慧)와 황족 소국공 우문주(邵國公 宇文冑) 등이 군사를 일으켜서, 국내에 혼란을 가져왔다.
사태를 수습할 수 없는 정제는, 581년 2월에 수왕(隋王) 양견에게 제위를 선양하면서 북주는 멸망하였고 퇴위 후의 정제는 개국공(介國公)에 봉해졌지만, 결국 5월에 양견에게 처형당했다.

## 가족 관계

### 조부모와 부모
- 조부 : 고조(高祖) 무황제(武皇帝) 우문 옹(宇文 邕)
- 조모 : 제태후(帝太后) 이아자(李娥姿)
- 부친 : 선황제(宣皇帝) 우문 윤(宇文 贇)
- 모친 : 천대황후(天大皇后) 주만월(朱滿月)

### 황후
- 폐황후(廢皇后) 사마영희(司馬令姬) - 재위는 579년 ~ 580년이다. 부친은 형양공(滎陽公) 사마 소난(司馬 消難)이다.

## 기년
| 정제        | 원년            | 2년        | 3년             |
| ----------- | --------------- | ---------- | --------------- |
| 서력 (西曆) | 579년           | 580년      | 581년           |
| 간지 (干支) | 기해(己亥)      | 경자(庚子) | 신축(辛丑)      |
| 연호 (年號) | 대상(大象) 원년 | 2년        | 대정(大定) 원년 |

## 참고 문헌
- 《주서(周書)》
- 《자치통감(資治通鑑)》